# Viveca Lindfors
Elsa Viveca Torstensdotter Lindfors (Uppsala, 29 dicembre 1920 – Uppsala, 25 ottobre 1995) è stata un'attrice svedese naturalizzata statunitense.

## Biografia
Figlia di Karin Emilia Therese e Axel Torsten Lindfors, studiò al Royal Dramatic Theatre School a Stoccolma. Si sposò quattro volte ed ogni matrimonio terminò con un divorzio:
- Harry Hasso (1941-1943)
- Folke Rogard (1944-1948)
- Don Siegel (1948-1953)
- George Tabori (1953-1970)

Morì nel 1995 e venne sepolta nel vecchio cimitero di Uppsala.

## Filmografia parziale

Viveca Lindfors con Otello Toso nel film Nebbie sul mare (1944)

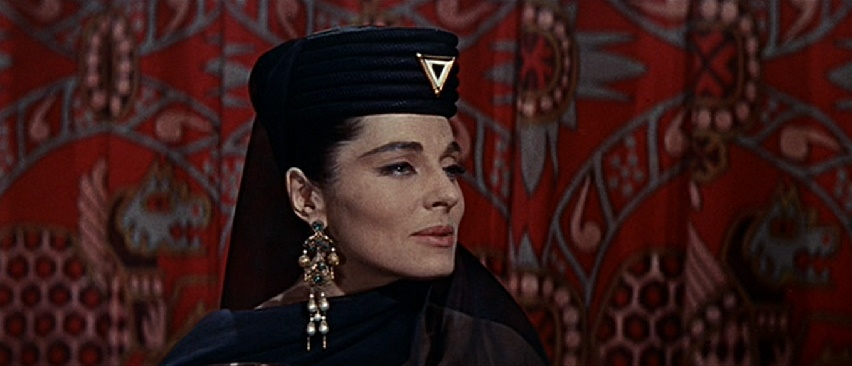
Viveca Lindfors nel film La storia di Ruth (1960)

### Cinema
- Snurriga familjen, regia di Ivar Johansson (1940)
- I paradis, regia di Per Lindberg (1941)
- Morgondagens melodi, regia di Ragnar Frisk (1942)
- La donna del peccato, regia di Harry Hasso (1942)
- Gula kliniken, regia di Ivar Johansson (1942)
- Anna Lans, regia di Rune Carlsten (1943)
- Brödernas kvinna, regia di Gösta Cederlund (1943)
- Appassionata, regia di Olof Molander (1944)
- Nebbie sul mare, regia di Hans Hinrich e Marcello Pagliero (1944)
- Rose nere (Svarta rosor), regia di Rune Carlsten (1945)
- La donna del traditore (To the Victor), regia di Delmer Daves (1948)
- Le avventure di Don Giovanni (Adventures of Don Juan), regia di Vincent Sherman (1948)
- Sempre più notte (Night Unto Night), regia di Don Siegel (1949)
- Singoalla, il mio amore è il vento (Singoalla), regia di Christian-Jaque (1949)
- Fuoco alle spalle (Backfire), regia di Vincent Sherman (1950)
- Non siate tristi per me (No Sad Songs for Me), regia di Rudolph Maté (1950)
- Il pozzo maledetto (This Side of the Law), regia di Richard L. Bare (1950)
- La città nera (Dark City), regia di William Dieterle (1950)
- Il mistero del V3 (The Flying Missile), regia di Henry Levin (1950)
- Quattro in una jeep (Die Vier im Jeep), regia di Leopold Lindtberg (1951)
- Journey Into Light, regia di Stuart Heisler (1951)
- La grande sparatoria (The Raiders), regia di Lesley Selander (1952)
- Fuga all'ovest (No Time for Flowers), regia di Don Siegel (1952)
- All'ombra del patibolo (Run for Cover), regia di Nicholas Ray (1955)
- Il covo dei contrabbandieri (Moonfleet), regia di Fritz Lang (1955)
- Il marchio dell'odio (The Halliday Brand), regia di Joseph H. Lewis (1957)
- L'affare Dreyfus (I Accuse!), regia di José Ferrer (1958)
- Weddings and Babies, regia di Morris Angel (1958)
- La tempesta, regia di Alberto Lattuada (1958)
- La storia di Ruth (The Story of Ruth), regia di Henry Koster (1960)
- Il re dei re (King of Kings), regia di Nicholas Ray (1961)
- Tre individui tanto odio (No Exit), regia di Tad Danielewski (1962)
- Hallucination (The Damned), regia di Joseph Losey (1963)
- An Affair of the Skin, regia di Ben Maddow (1963)
- La doppia vita di Sylvia West (Sylvia), regia di Gordon Douglas (1965)
- Un'idea per un delitto (Brainstorm), regia di William Conrad (1965)
- El coleccionista de cadáveres, regia di Edward Mann e Santos Alcocer (1971)
- Come eravamo (The Way We Were), regia di Sydney Pollack (1973)
- Taboo (Tabu), regia di Vilgot Sjöman (1977)
- Un matrimonio (A Wedding), regia di Robert Altman (1978)
- Girlfriends, regia di Claudia Weill (1978)
- Voices, regia di Robert Markowitz (1979)
- Natural Enemies, regia di Jeff Kanew (1979)
- La mano (The Hand), regia di Oliver Stone (1981)
- Creepshow, regia di George A. Romero (1982)
- Dies rigorose Leben, regia di Vadim Glowna (1983)
- Sacco a pelo a tre piazze (The Sure Thing), regia di Rob Reiner (1985)
- Rachel River, regia di Sandy Smolan (1987)
- Incontro pericoloso (Yellow Pages), regia di James Kenelm Clarke (1988)
- L'esorcista III (The Exorcist III), regia di William Peter Blatty (1990)
- Zandalee, regia di Sam Pillsbury (1991)
- Giustizia clandestina (Backstreet Justice), regia di Chris McIntyre (1994)
- Stargate, regia di Roland Emmerich (1994)
- Last Summer in the Hamptons, regia di Henry Jaglom (1995)

### Televisione
- The Alcoa Hour – serie TV, episodio 2x06 (1956)
- Climax! – serie TV, episodi 2x13-3x18-4x03 (1957)
- The DuPont Show of the Month – serie TV, episodio 1x05 (1958)
- Gli uomini della prateria (Rawhide) – serie TV, episodio 2x01 (1959)
- Avventure in paradiso (Adventures in Paradise) – serie TV, episodio 1x13 (1960)
- The Nurses – serie TV, episodi 1x01-2x03 (1962-1963)
- Ben Casey – serie TV, episodi 4x21-5x23 (1965-1966)
- Bonanza – serie TV, episodio 6x33 (1965)
- Marilyn - Una vita, una storia (Marilyn: The Untold Story), regia di Jack Arnold e John Flynn – film TV (1980)
- Dynasty – serie TV, 1 episodio (1982)
- Trapper John (Trapper John, M.D.) – serie TV, 1 episodio (1984)
- Frankenstein's Aunt – film TV (1987)
- La vera storia di Ann Jillian – film TV (1988)
- China Beach – serie TV, 1 episodio (1990)
- Law & Order - I due volti della giustizia (Law & Order) – serie TV, 1 episodio (1993)

## Riconoscimenti
- Festival internazionale del cinema di Berlino
1962 – Orso d'argento per la migliore attrice per Tre individui tanto odio
- Primetime Emmy Awards
1978 – Candidatura per la miglior attrice non protagonista in una miniserie o film per la televisione per A Question of Guilt
1990 – Miglior partecipazione straordinaria femminile in una serie drammatica per Una famiglia come le altre (per l'episodio Save The Last Dance For Me)
- Saturn Awards
1982 – Candidatura per la miglior attrice non protagonista per La mano
- Sundance Film Festival
1988 – Premio speciale della giuria per Rachel River
- Genie Awards
1992 – Candidatura per la miglior attrice protagonista per North of Pittsburgh
- Festival del cinema di Stoccolma
1992 – Premio alla carriera

## Doppiatrici italiane
Nelle versioni in italiano delle opere in cui ha recitato, Viveca Lindfors è stata doppiata da: 
- Rosetta Calavetta in Non siate tristi per me, Il marchio dell'odio, La storia di Ruth, Come eravamo
- Lydia Simoneschi in La donna del peccato, Nebbie sul mare, Il covo dei contrabbandieri
- Giovanna Scotto in Le avventure di Don Giovanni, La città nera, Il pozzo maledetto
- Dhia Cristiani in Il mistero del V3, All'ombra del patibolo, Un'idea per un delitto
- Andreina Pagnani in La tempesta, Il re dei re
- Wanda Tettoni in La donna del traditore
- Renata Marini in L'affare Dreyfus
- Marzia Ubaldi in Un matrimonio
- Gianna Piaz in La vera storia di Ann Jillian
- Adriana De Roberto in Creepshow
- Claudia Giannotti in Zandalee
- Miranda Bonansea in Stargate
- Doriana Chierici in Le avventure di Don Giovanni (ridoppiaggio)